# Robert Jenkinson
Robert Banks Jenkinson, 2e graaf van Liverpool (Londen, 7 juni 1770 - Kingston upon Thames, 4 december 1828) was een Brits Tory-politicus die jarenlang premier van het Verenigd Koninkrijk was.

## Levensloop

### Begin van zijn politieke loopbaan
Hij was de enige zoon van Charles Jenkinson, de eerste graaf van Liverpool, en Amelia Watts, die enkele maanden na zijn geboorte overleed. In 1795 huwde hij met Lady Louisa Hervey en hertrouwde na haar dood in 1822 met Lady Mary Chester. Ondanks zijn twee huwelijken kreeg hij geen nakomelingen.
Nadat hij aan de Christ Church van de Universiteit van Oxford studeerde, reisde hij door Europa. Toen hij in Parijs was, was hij op 14 juli 1789 getuige van de Bestorming van de Bastille, het begin van de Franse Revolutie.
Na zijn terugkeer werd hij in 1790 voor Rye verkozen in het House of Commons. Nadat hij in februari 1792 zijn eerste speech gehouden had, werd hij een week later uitgenodigd op de ministerraad geleid door premier William Pitt de Jongere. Op vraag van Pitt reisde hij meermaals door het Europese continent, waarbij hij gedetailleerde observaties maakte over de politieke situatie. Dit was echter geen officiële opdracht. In juni 1793 werd hij lid van de Handelskamer van India, die werd opgericht na Pitts India Act en bleef dit tot in 1796. In juni 1796 werd zijn vader in de adel verheven als graaf van Liverpool en Robert Jenkinson kreeg vanaf dan de titel Lord Hawkesbury'. In 1803 werd hij ook in de adel verheven als baron Hawkesbury, waardoor hij het House of Commons verliet en toetrad tot het Hogerhuis. Na het overlijden van zijn vader in 1808 werd hij ook graaf van Liverpool.
Van 1799 tot 1801 was hij hoofd van de Koninklijke Munt, waarna hij van 1801 tot 1804 minister van Buitenlandse Zaken in de regering van Henry Addington werd. In deze functie was hij namens Groot-Brittannië de onderhandelaar voor de Vrede van Amiens, die op 27 maart 1802 door Frankrijk werd ondertekend. Deze vrede hield echter één jaar stand. Vervolgens was hij van 1804 tot 1806 onder Pitt de Jongere minister van Binnenlandse Zaken. Toen Pitt ernstig ziek werd, werd Hawkesbury door de regering belast met het opstellen van de speech van de koning voor het officiële begin van het parlementaire jaar.
Begin 1806 overleed William Pitt. Koning George III drong er Hawkesbury op aan om de nieuwe premier te worden, maar dat weigerde hij. Hij trad niet toe tot de nieuwe regering onder leiding van William Wyndham Grenville en werd leider van de oppositie. In 1807 werd hij opnieuw minister van Binnenlandse Zaken in de regering van de hertog van Portland en bleef dit tot in 1809.
In de regering van Spencer Perceval werd hij in 1809 minister van Oorlog en Koloniën en speelde een belangrijke rol in de benoeming van kroonprins George tot prins-regent in 1811, nadat koning George III krankzinnig werd verklaard. Op 11 mei 1812 werd Perceval door een bankroete handelaar doodgeschoten, waarna de prins-regent aan Liverpool vroeg om een nieuwe regering te vormen. Op 8 juni 1812 werd hij officieel benoemd tot eerste minister en zou deze functie behouden tot in februari 1827.

### Premierschap
Tijdens het premierschap van Jenkinson gebeurde de Oorlog van 1812 tussen de Verenigde Staten en Groot-Brittannië en vond de afwikkeling van de napoleontische oorlogen plaats. Zo versloeg de hertog van Wellington in 1813 de Fransen bij de Spaanse Onafhankelijkheidsoorlog. Nadat Napoleon in 1814 verslagen werd en verbannen werd naar het eiland Elba, werd hij bij een speciale ceremonie in Carlton House toegelaten tot de Orde van de Kousenband. Na de vrede met Frankrijk besloot Liverpool om vrede te sluiten met de Verenigde Staten en in december 1814 werd de Vrede van Gent gesloten.
In maart 1815 introduceerde hij nieuwe Graanwetten om de landbouwsituatie in de naoorlogse periode te verbeteren. Nadat Napoleon ontsnapte uit Elba en weer keizer van Frankrijk werd, kwam er echter opnieuw oorlog. In juni 1815 kwam de oorlog ten einde toen Napoleon bij de Slag bij Waterloo verslagen werd door Wellington en definitief verbannen werd naar Sint-Helena.
Tussen 1815 en 1822 vonden onder Liverpool grote veranderingen plaats in Engeland. De regering trok de inkomstenbelasting ingevoerd door Pitt de Jongere in, die beschouwd werd als een oorlogsmaatregel. Tegelijkertijd veroorzaakte de industrialisering hoge werkloosheid en een aantal misoogsten leidden tot voedseltekort. Hoewel de regering 1 miljoen pond kon vrijgeven om meer Anglicaanse kerken te bouwen, deed Liverpool weinig om de ontevredenheid bij de arbeiders weg te nemen. Er waren dan ook veel complotten en opstanden in deze periode. Zijn maatregelen om de binnenlandse wanorde door falingen in industrie en landbouw tegen te gaan waren zeer repressief. Zijn voorstellen om de graanwetten af te schaffen en meer politieke rechten toe te kennen aan de katholieken, maakte zijn positie in de regering omstreden, aangezien sommige regeringsleden daar geen voorstander van waren.
Op het Congres van Wenen stelde Liverpool voor om een internationale afschaffing van de slavenhandel in te voeren en na enkele jaren voerden meerdere Europese machten dit in. In 1819 versterkte hij het Britse monetaire systeem door de gouden standaard te herstellen.
In zijn regering zetelden heel wat belangrijke, ervaren persoonlijkheden zoals George Canning, Castlereagh en de hertog van Wellington. Nadat minister van Buitenlandse Zaken Castlereagh in 1822 zelfmoord pleegde, herschikte Liverpool zijn regering. Hierbij werden heel wat jonge mannen in de regering opgenomen, zoals Palmerston en Robert Peel, die later een belangrijke politieke loopbaan hadden.
Vanaf 1822 kende Groot-Brittannië economische vooruitgang en Liverpool probeerde vanaf dan de belastingen te doen dalen om de ontevredenheid bij grondbezitters weg te nemen. Indirecte belastingen deden de voedselprijzen stijgen, wat niet goed was voor de armen. In 1825 veroorzaakte de door de welvaart toegenomen speculaties op aandelen de drooglegging van de reserves van de Bank of England, wat voor fiscale crisis zorgde. Minister van Financiën Frederick John Robinson probeerde de situatie te kalmeren door verschillende wetten in te voeren.
In 1825 dacht Liverpool aan aftreden toen er in het House of Commons een wet voor katholieke emancipatie ingediend werd en dreigde goedgekeurd te worden. Toen het House of Lords echter de wet verwierp, besloot Liverpool aan te blijven als premier. In 1826 zorgden misoogsten opnieuw voor economische depressie en hij kon het parlement ervan overtuigen om een schaalvariabele voor graan in te voeren, zonder te weten wat de maatregel zou opleveren.
In februari 1827 kreeg hij een beroerte, waardoor hij in april 1827 na 15 jaar ontslag nam als premier. In december 1828 overleed hij na een nieuwe beroerte.